# Cadillac Sixteen
Der Cadillac Sixteen ist ein Prototyp eines eleganten Hochleistungs-PKWs von Cadillac, der 2003 vorgestellt wurde.
Nach der Präsentation im Detroit Opera House, wurde er formal erstmals öffentlich auf der North American International Auto Show gezeigt.
Der Wagen ist mit einem 16-Zylinder-V-Motor mit 13,6 Liter Hubraum und 32 Ventilen ausgestattet, den Cadillac eigens für dieses Modell entwickelt hat. Der Antrieb auf die Hinterräder erfolgt über eine vierstufige, elektronisch geregelte Getriebeautomatik (4-Gang Hydra-Matic 4L85). Der Motor verfügt über eine elektronisch gesteuerte Zylinderabschaltung und kann während des Fahrbetriebes lastabhängig acht oder zwölf der 16 Zylinder abschalten, sobald deren Leistung nicht benötigt wird. Alle 16 Zylinder werden nur bei voller Beschleunigung eingesetzt. Unter anderem hierdurch verbraucht das leer 2270 Kilogramm schwere Fahrzeug 11,8 l/100 km. Der Saugmotor leistet nach Herstellerangaben maximal 746 kW (1015 PS). Die Höchstgeschwindigkeit beträgt hiernach 250 km/h bei gedrosseltem Motor. Beschleunigen kann das Fahrzeug in 3,7 Sekunden von 0–100 km/h. Das maximale Drehmoment liegt bei 1356 Nm bei 4300/min.

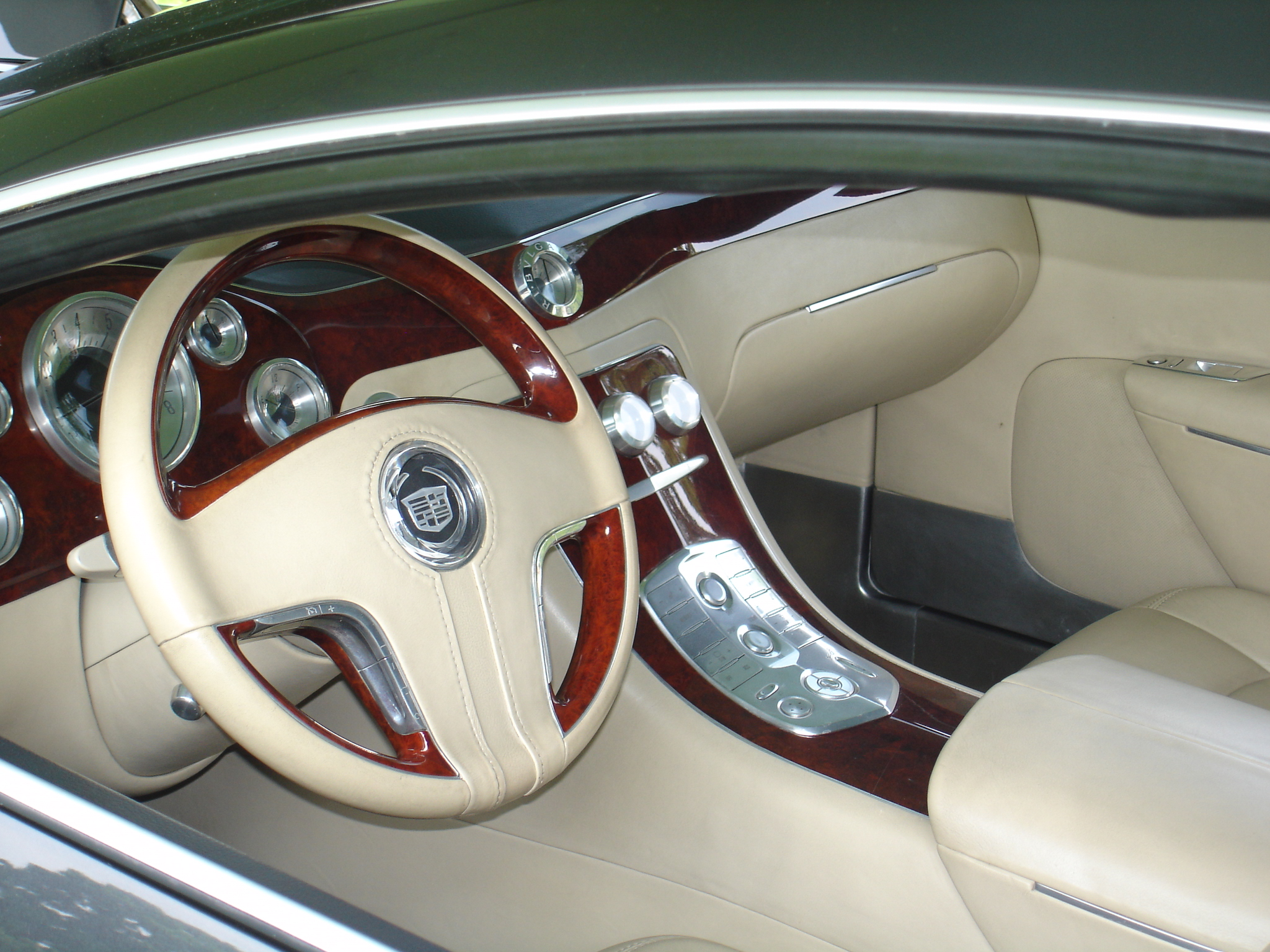
Der Innenraum des Sixteen

Die Konzeption des Fahrzeugs orientiert sich entfernt an dem Cadillac V16 aus den 1930er-Jahren. Die Karosserie greift Stilelemente des 2003 bei Cadillac genutzten „Art and Science“-Designs und Anklänge an den Cadillac Eldorado von 1967 auf. Weitere Elemente entstammen einem hausinternen Wettbewerb  unter der Leitung von GM-Vizepräsident Robert A. Lutz. Besonderheiten bei der Innenraumgestaltung des Sixteen sind das auffällige Logo auf dem Lenkrad, das aus einem massiven Kristall gefräst ist, sowie eine Bulgari-Uhr im Armaturenbrett.
Der Sixteen gelangte zwar nicht in die Serienproduktion, diente jedoch in den Folgejahren als wichtiger Technologie- und Imageträger. Vor allem mit seiner Formensprache beeinflusste er die folgende Generation von Cadillacs, besonders den überarbeiteten CTS. Ab 2005 gab es Gerüchte, dass eine kleinere Version des Sixteen als ULS (Ultra Light Sedan) oder XLS (Extra Light Sedan) mit V8-Motor oder auf Wunsch mit V12-Motor gebaut werden sollte, was von GM weder dementiert noch bestätigt wurde. Für 2010 war ein neues Repräsentationsmodell angekündigt, wobei jedoch unklar blieb, inwieweit es dem Sixteen ähneln würde.